# 一宮市立浅井中学校
一宮市立浅井中学校（いちのみやしりつ あざいちゅうがっこう）は、愛知県一宮市浅井町にある公立中学校。

## 概要
- 旧葉栗郡浅井町の中学校であり、校区は浅井町全域[1]。一宮市立浅井北小学校、一宮市立浅井南小学校、一宮市立浅井中小学校の児童が進学する。

## 沿革
- 1947年（昭和22年）
  - 4月1日 - 葉栗郡浅井町に浅井町立浅井中学校として開校。
  - 4月18日 - 開校式を行う。
- 1948年（昭和23年）12月11日 - 校舎が完成する。
- 1955年（昭和30年）1月1日 - 浅井町が一宮市に編入される。同時に一宮市立浅井中学校に改称する。
- 1964年（昭和39年）11月19 - 新校舎（北舎）、屋内運動場が完成する。
- 1973年（昭和48年）2月15日 - 校舎（北舎）を増築する。
- 1976年（昭和51年）3月19日 - 校舎（南舎）が完成する。
- 1979年（昭和54年）4月25日 - 校舎（南舎）を増築する。
- 1994年（平成6年）4月13日 - 武道場が完成する。

## 交通アクセス
- 名鉄バス
  - 一宮・宮田線（名鉄一宮駅バスターミナルより30系統・31系統「宮田本郷」行）「前野」バス停より徒歩約8分。

## 周辺施設
- 一宮市立浅井中小学校
- 一宮市浅井町出張所